# Бюлан, Жан-Эжен
Жан-Эжен Бюлан (фр. Jean-Eugène Buland; 26 октября 1852, Париж — 1926, Шарли-сюр-Марн) — французский художник.

## Биография
Сын гравёра. Жан-Эжен Бюлан учился в парижской Национальной школе изящных искусств под руководством известного художника и педагога Александра Кабанеля. Некоторые ранние работы Бюлана были посвящены античной тематике, но от античности он быстро перешёл к изображению сцен повседневной жизни.
Бюлан получал Римскую премию два года подряд, в 1878 и 1879 годах; оба раза ему была присуждена вторая премия. Многолетнее участие Бюлана в Парижском салоне привело к нескольким наградам: почётное упоминание в 1879 году, медаль за третье место в 1884 году, а затем медаль за второе место в 1887 году. На Всемирной выставке в Париже в 1889 году Бюлан был удостоен серебряной медали. В 1894 году художник стал кавалером ордена Почётного легиона.
Бюлан был успешным и востребованным художником, картины которого уже при жизни выставлялись в крупных музеях, таких, как Люксембургский музей. Он выполнил несколько престижных заказов на росписи интерьеров, среди которых панно в парижском Отель-де-Виль и роспись потолка для городской ратуши в Шато-Тьерри.
Работы Бюлана отличал пронзительный, критический реализм, глубина и мягкость, тонкий юмор. После смерти его известность пошла на убыль, однако в 2007 году Музей изящных искусств Каркассона организовал персональную выставку Бюлана, опубликовав по этому поводу каталог.
Брат художника, Жан-Эмиль Бюлан (1857—1938), пошёл по стопам отца и выбрал профессию гравёра. Он стал лауреатом Римской премии в 1880 году.

## Галерея

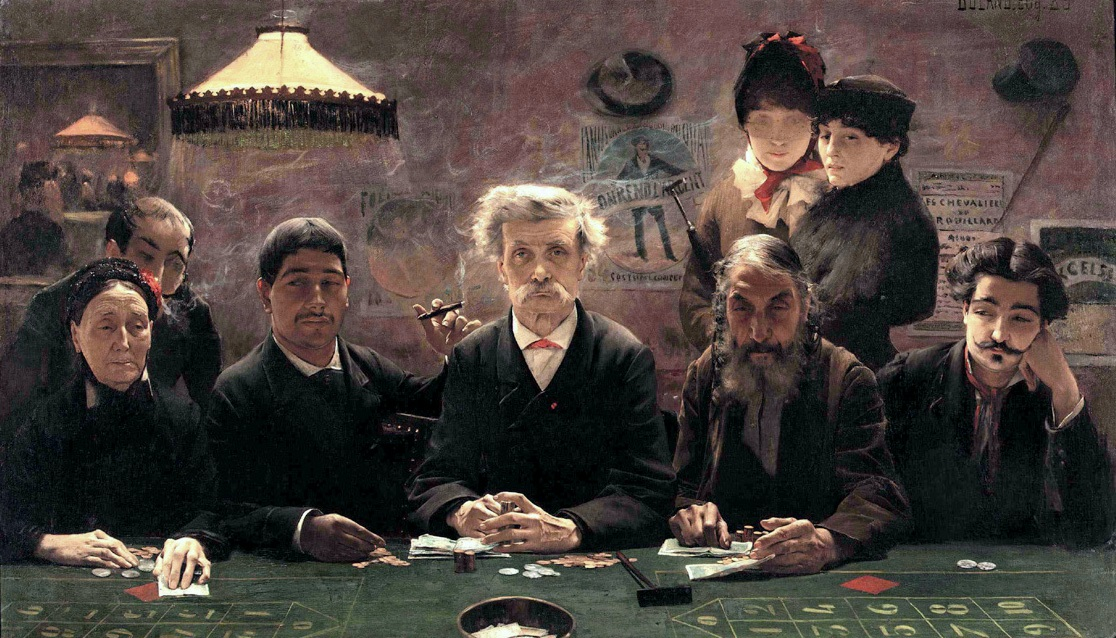
Игорный притон. 1883, частное собрание
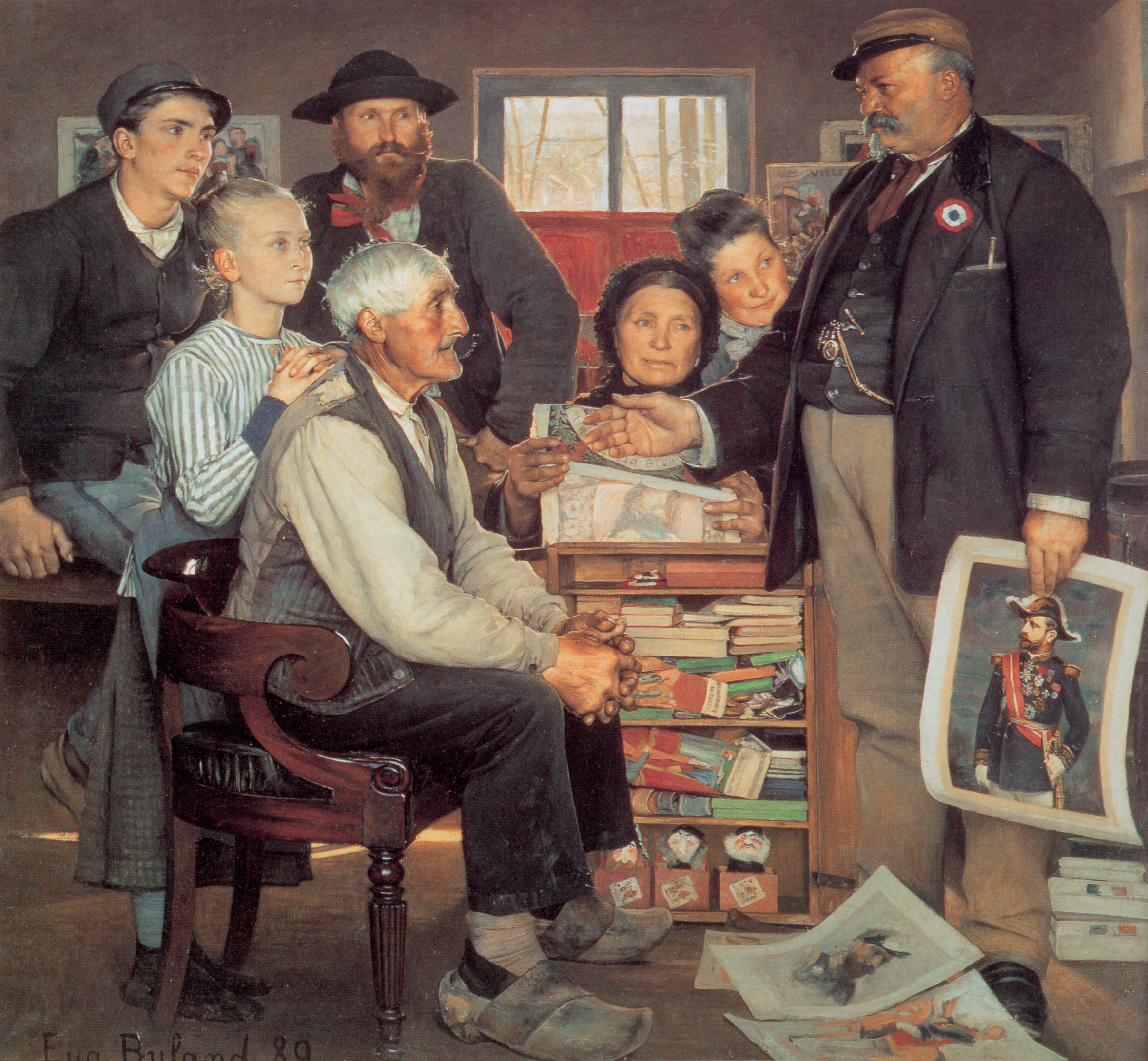
Пропаганда (буланжистов). 1889, Музей Орсе
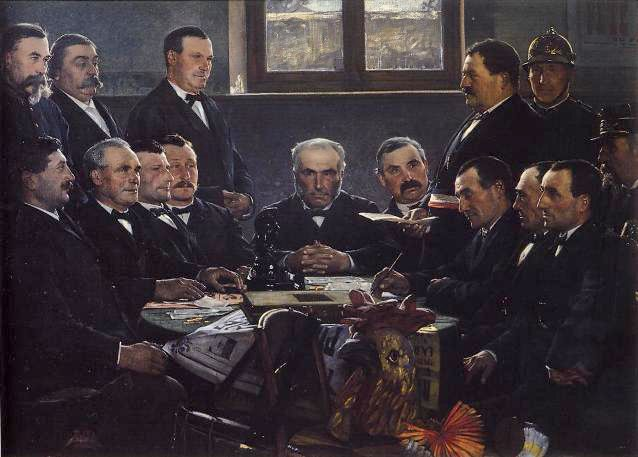
Комиссия мэрии Пьерле по организации праздника, 1891
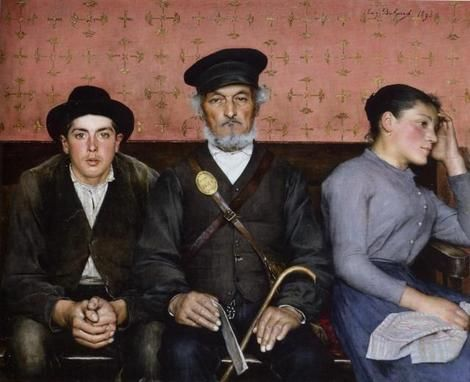
Пойманные с поличным
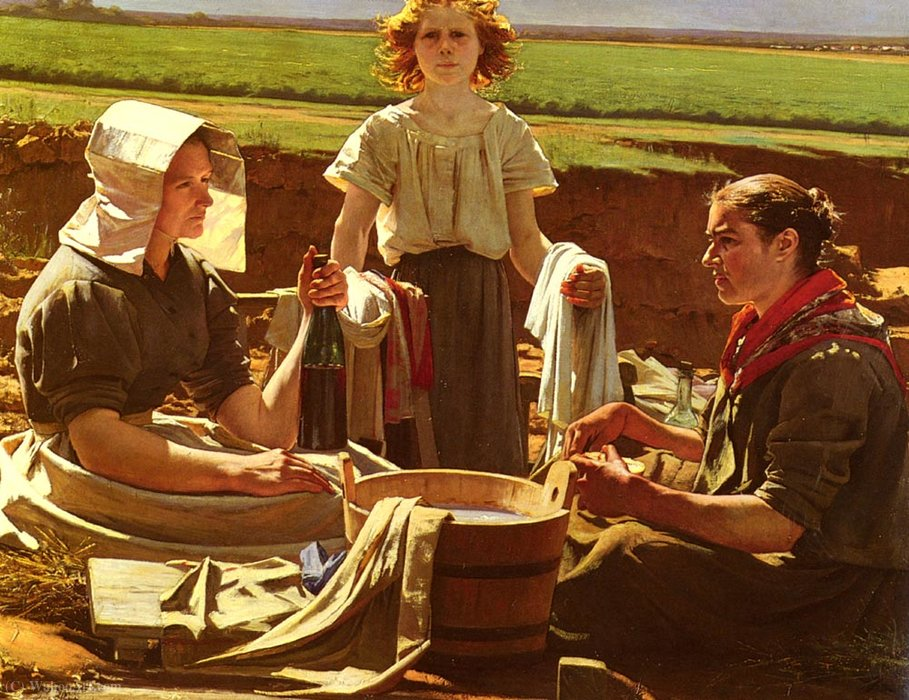
Полдник прачек. 1873
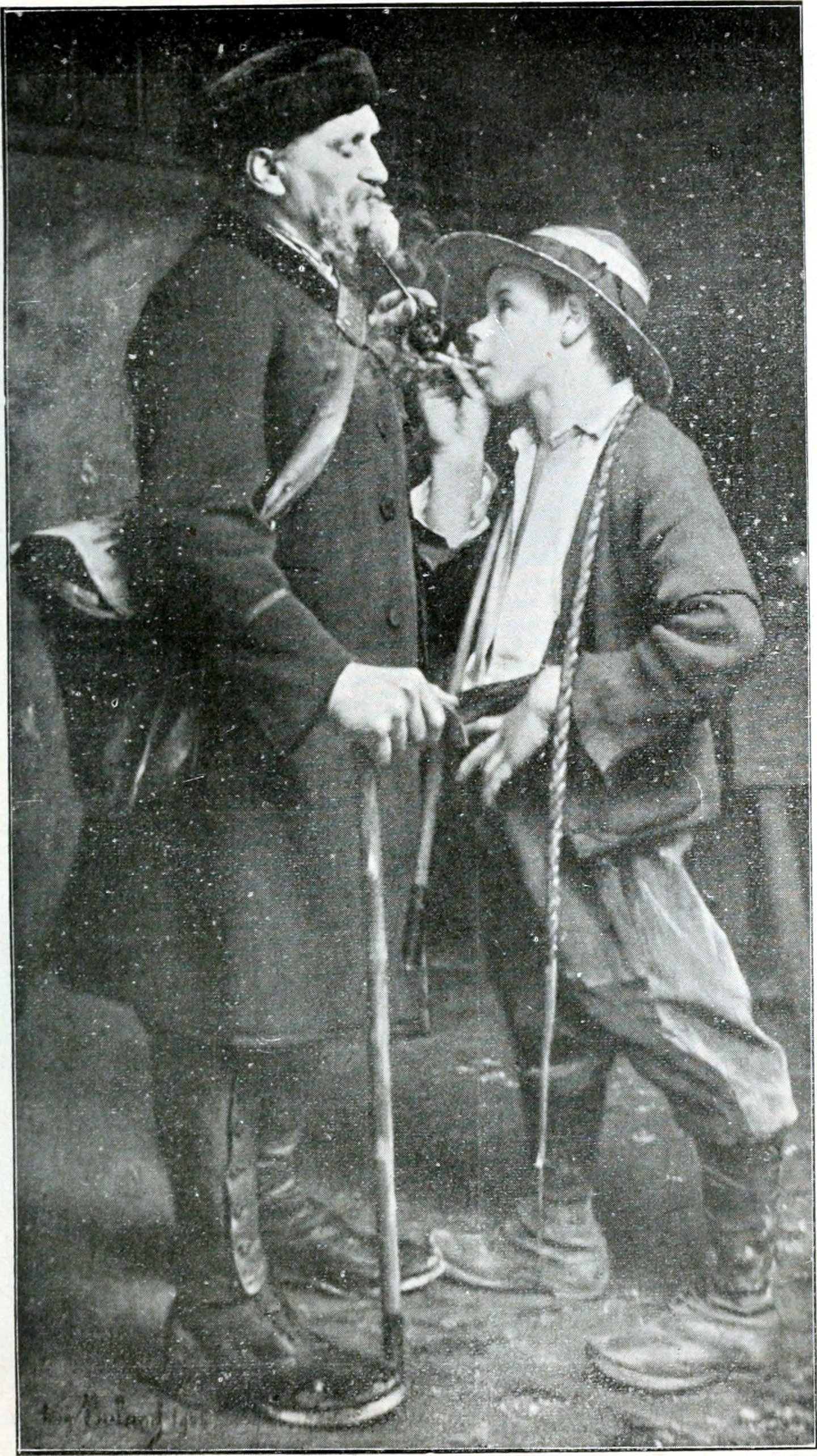
Нет больше детей. 1906
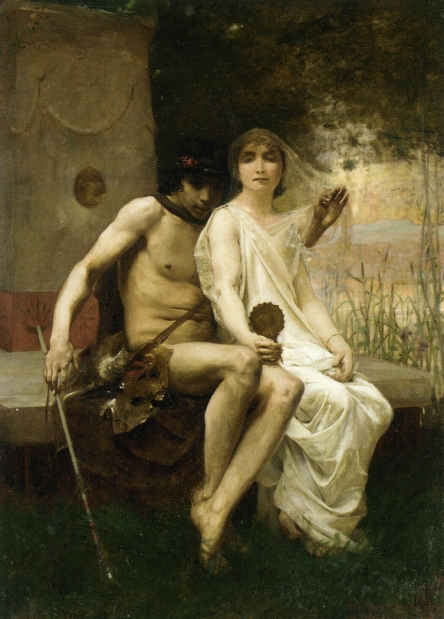
Дафнис и Ликаньон (?)
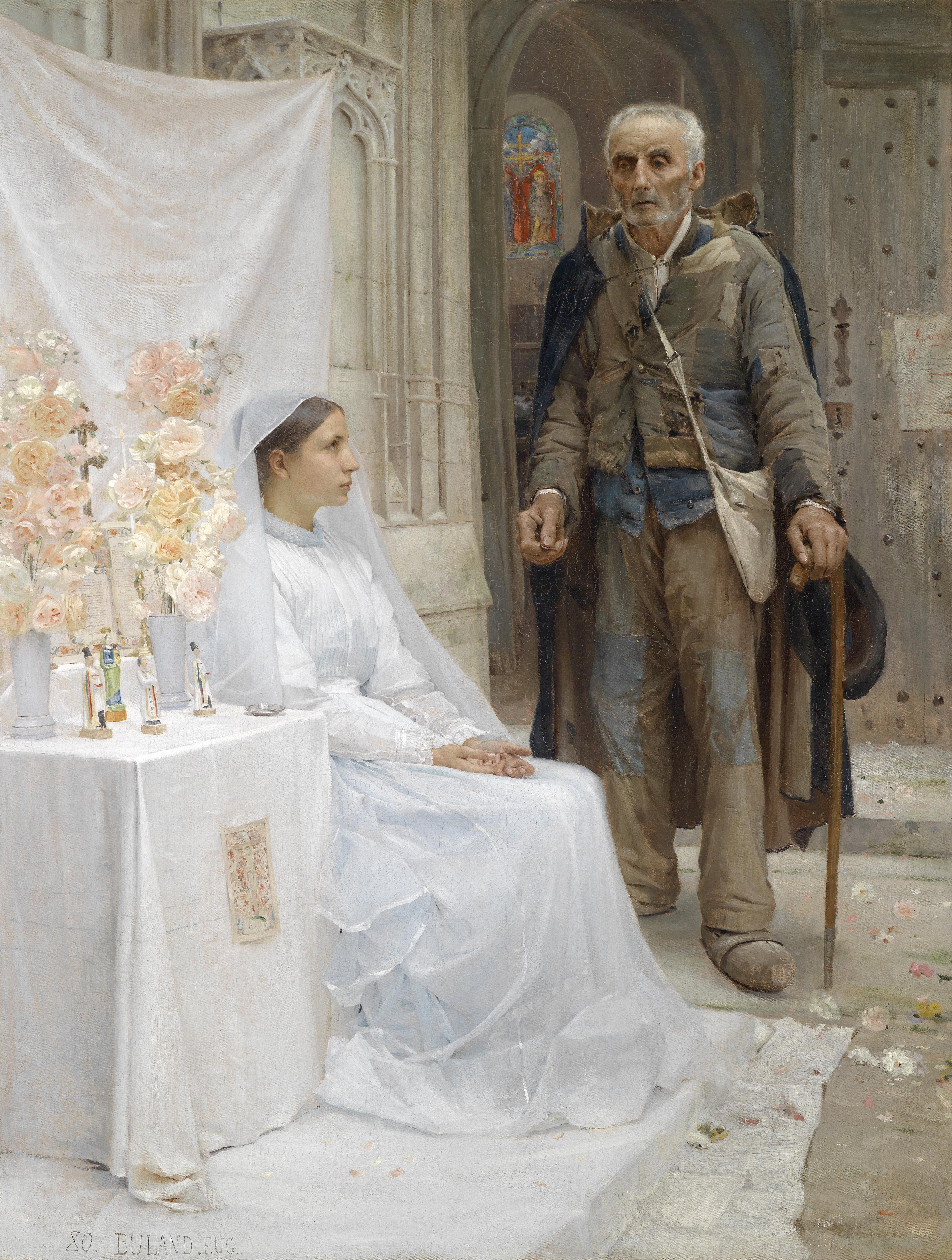
Милостыня нищего. 1880
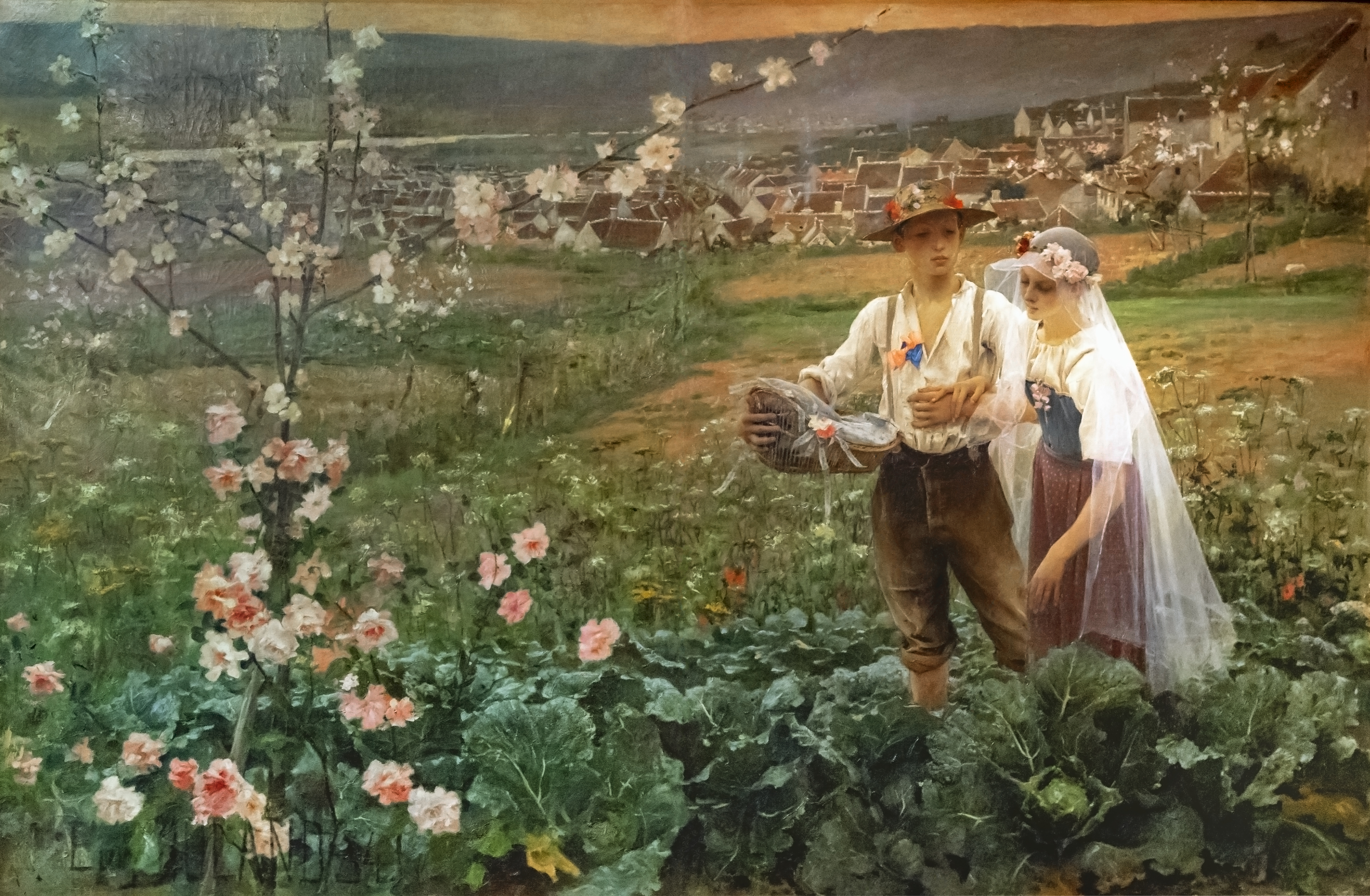
Невинный брак. 1884, Музей изящных искусств Каркассона.
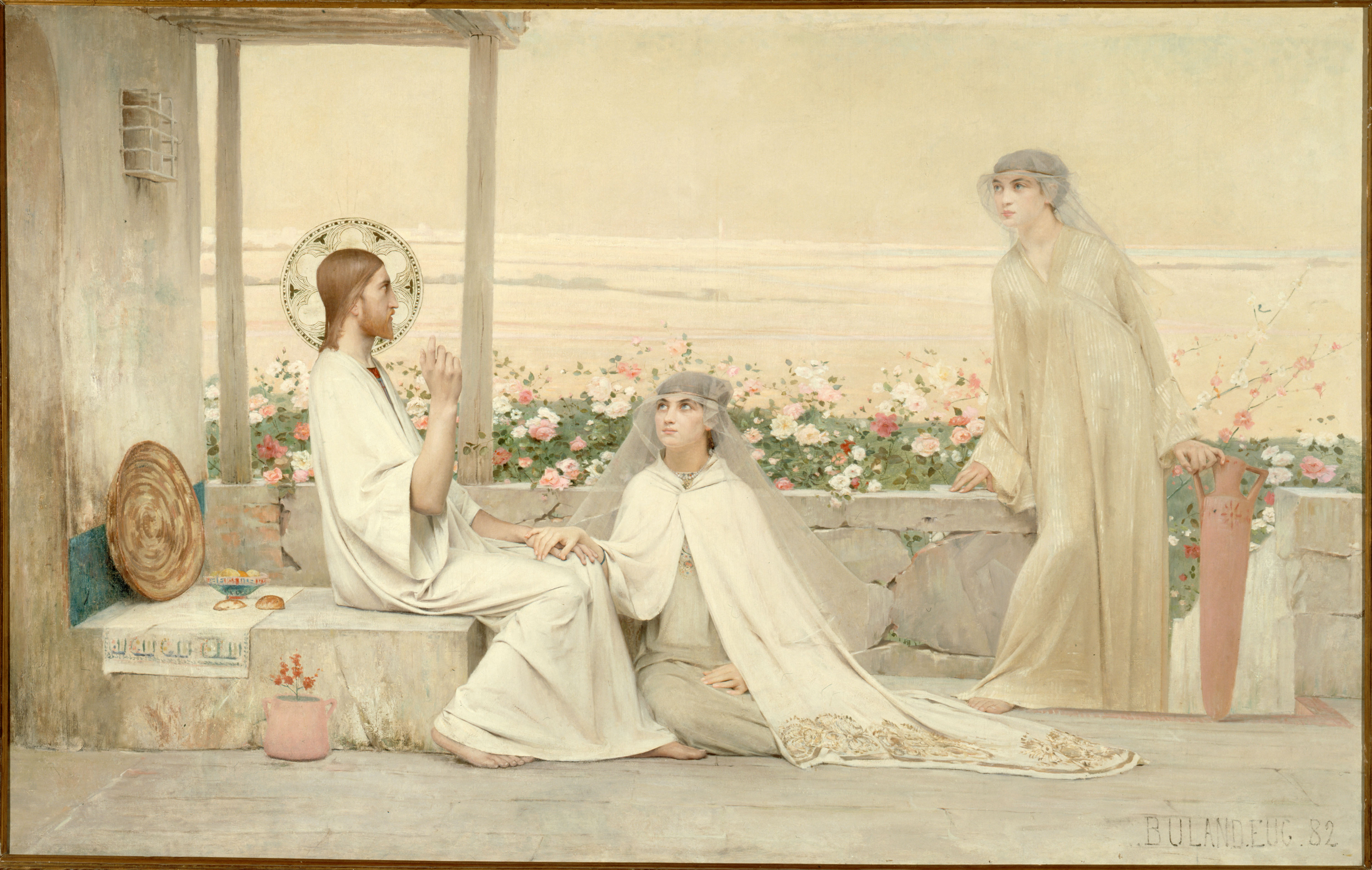
Иисус Христос у Марфы и Марии.
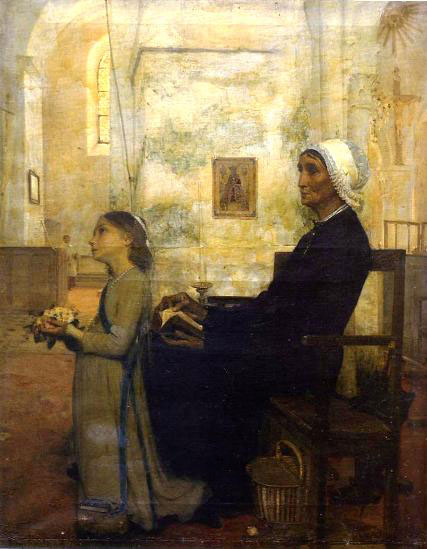
Приношение Богородице (букет). 1887.
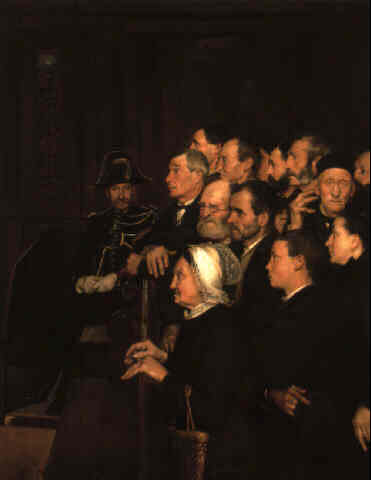
Зал суда. 1895.